# Kuchyně Středoafrické republiky

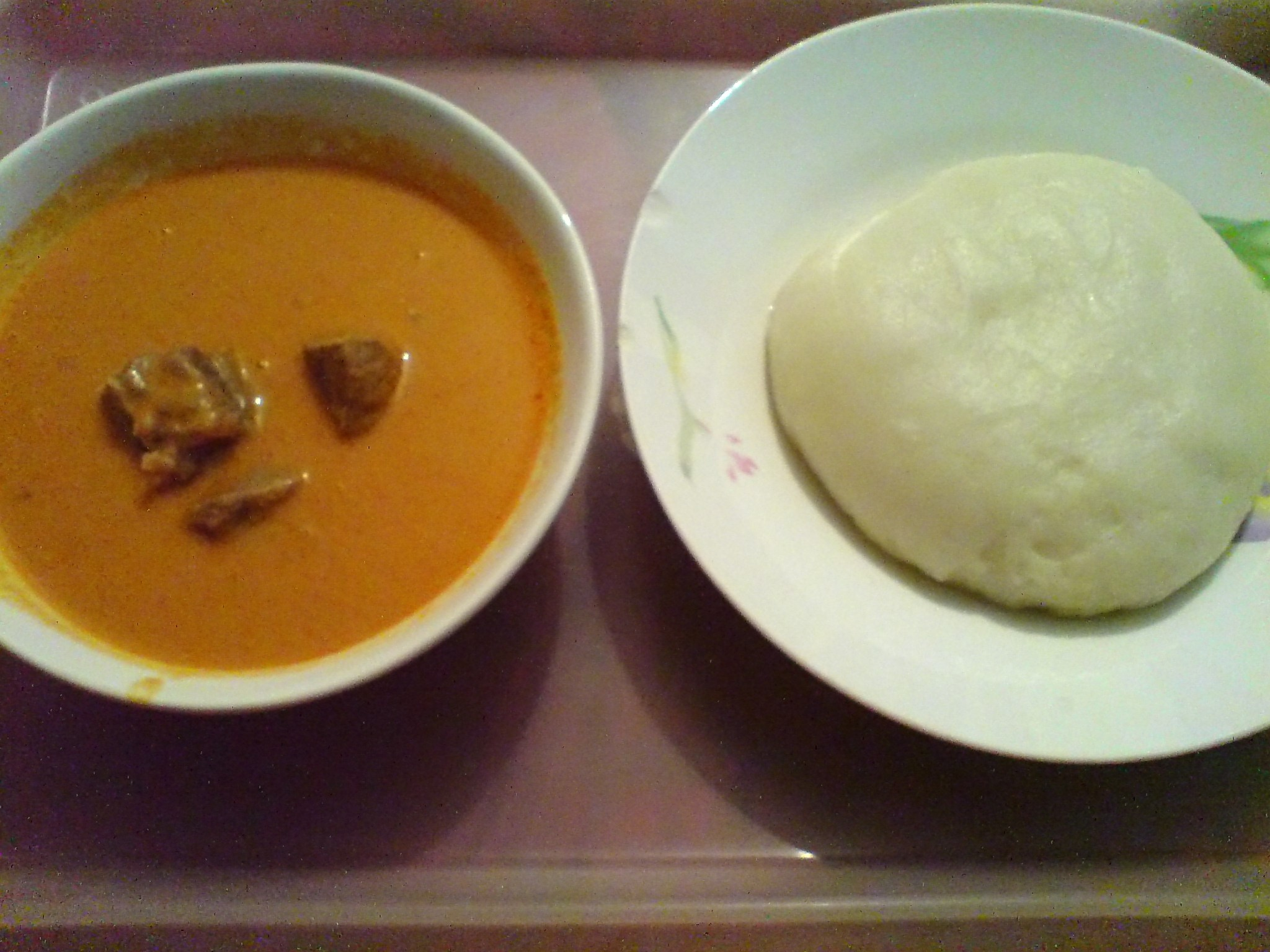
Fufu

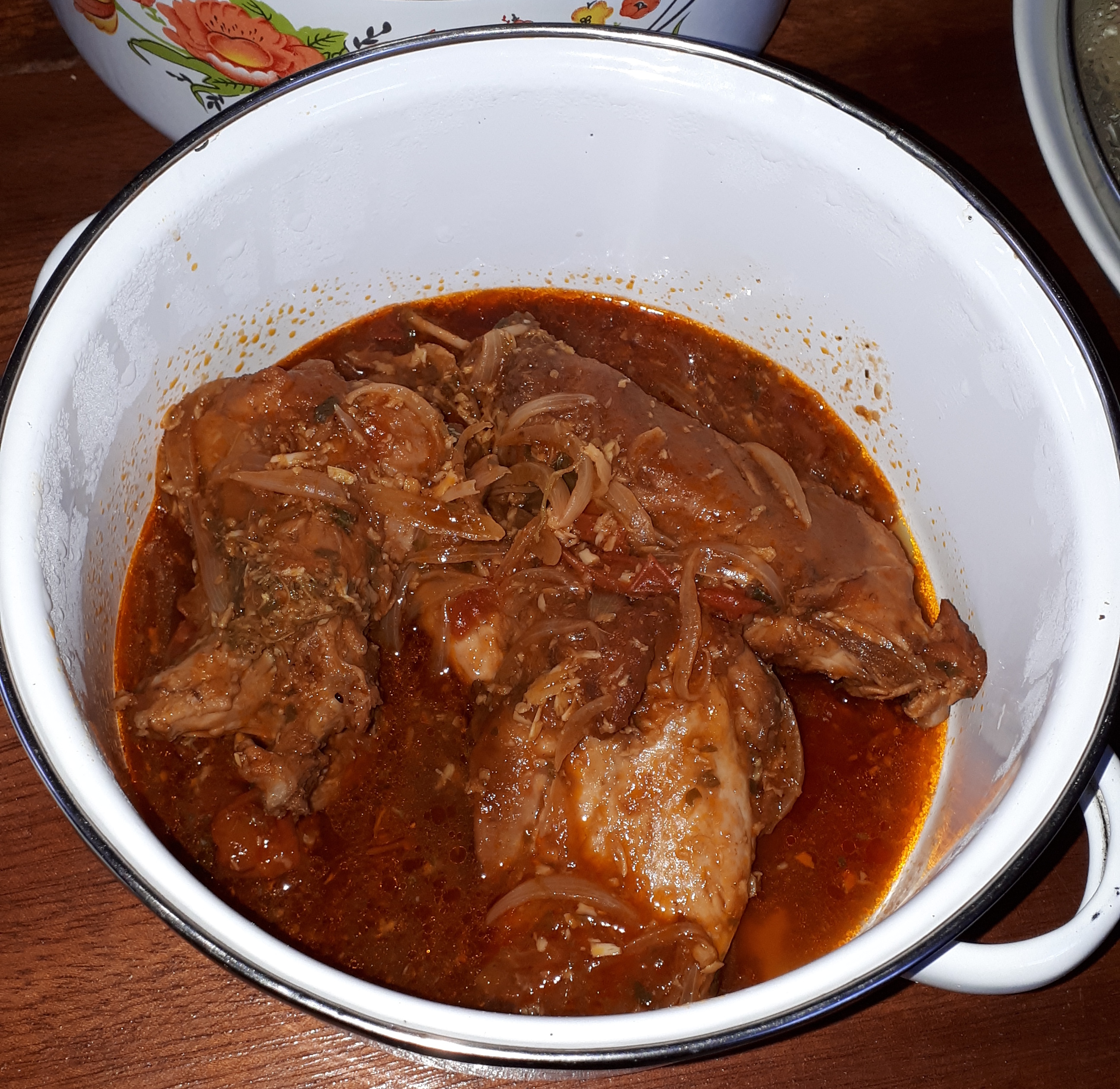
Středoafrický pokrm z kočičího masa

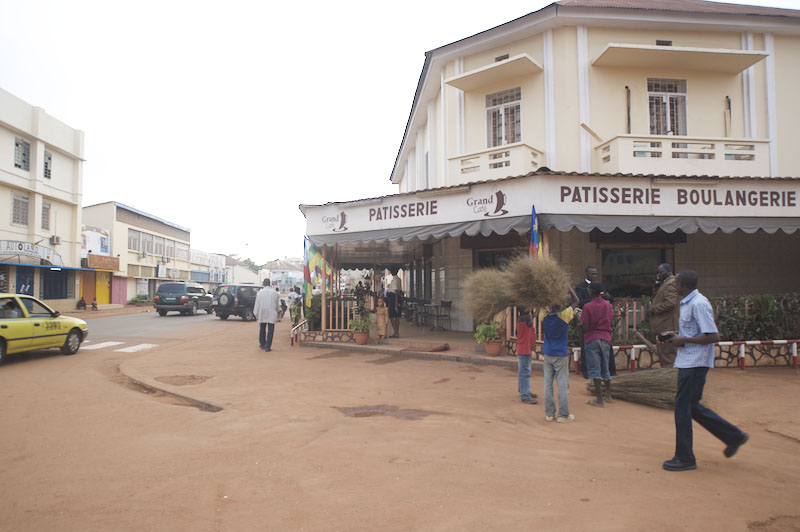
Francouzská pekárna v Bangui

Kuchyně Středoafrické republiky využívá suroviny ve Středoafrické republice dostupné: jáhly, čirok, banány, batáty (sladké brambory), plantainy, okru, brambory, česnek, cibuli, špenát, rýži, palmový olej, kukuřici, maniok, sezam, houby, chilli nebo rajčata. Z masa se běžně používá kozí, kuřecí, zvěřina nebo ryby. Běžně se pojídá hmyz (housenky, cvrčci, kobylky nebo termiti). V hlavním městě Bangui lze nalézt restaurace podávající pokrmy francouzské nebo libanonské kuchyně.
Podle Spojených národů polovina populace Středoafrické republiky hladoví.

## Příklady pokrmů z kuchyně SAR
- Kuře s omáčkou z římského kmínu
- Chichinga, špíz z kozího masa připravovaný na způsob barbecue
- Omáčka egusi, známá po celé střední Africe
- Fufu, placka z mouky bez výrazné chuti, používá se po celé Africe jako přlíoha
- Foutou, příloha z mletých plantainů (případně batátů)
- Fulani boullie, kaše z rýže, burákového másla, mouky a citronu
- Gozo, pasta z maniokové mouky
- Kanda ti nyma, pikantní hovězí masové koule
- Muama de galinha, kuřecí maso s okrou a palmovým olejem
- Muamba, omáčka z ořechů z palmy olejné
- Polévka z palmového másla[1][2]

## Nápoje v SAR
Běžná je káva, čaj nebo zázvorový džus. Na severu SAR se podává také karkade.
Z alkoholických nápojů se běžně pijí kvašené nápoje z místních plodin (například banánové a palmové víno). V SAR se vaří také pivo: místní značky se nazývají Mocaf a Export.